# Tajynša
Tajynša (kazašsky Тайынша) je město v Severokazachstánské oblasti v Kazachstánu. K roku 2020 v ní žilo přes jedenáct tisíc obyvatel.

## Poloha
Tajynša leží nedaleko jižního okraje Severokazachstánské oblasti (tedy nedaleko hranice s Akmolskou oblastí). Východně od města teče na sever řeka Šagalaly, která napájí bezodtoké jezero Šaglyteniz.
Tajynša je správním střediskem Tajynšinského rajónu.

## Dějiny
Když byla Tajynša v roce 1962 povýšena ze sídla městského typu na město, byla zároveň přejmenována na Krasnoarmejsk k poctě Rudé armády. V roce 1997 byla na základě výnosu tehdejšího kazachstánského prezidenta Nursultana Nazarbajeva přejmenována zpět na Tajynšu.

### Rodáci
- Dmitrij Nazarov (* 1990), německo-ázerbájdžánský fotbalista